# Coenosia hirsutiloba
Coenosia hirsutiloba är en tvåvingeart som beskrevs av Ma 1981. Coenosia hirsutiloba ingår i släktet Coenosia och familjen husflugor. Inga underarter finns listade i Catalogue of Life.